# 鏢鱸亞科
鏢鱸亞科，是條鰭魚綱鱸形目鱸科下的一個亞科。

## 分類
本亞科屬於鱸科，目前有4個屬：
- 隱鱸屬 Ammocryp Jordan, 1877
- 鏢鱸屬 Etheostoma Rafinesque, 1819
- 銅頰鏢鱸屬 Nothonotus  Putnam, 1863
- 小鱸屬 Percina Haldeman, 1842